# 上福尔尼
上福尔尼（義大利語：Forni di Sopra）是意大利乌迪内省的一个市镇。总面积81平方公里，人口1065人，人口密度13.1人/平方公里（2009年）。ISTAT代码为030041。